# José Bonifácio Esporte Clube
O José Bonifácio Esporte Clube é um clube brasileiro de futebol da cidade de José Bonifácio, interior do estado de São Paulo. Foi fundado em 1º de fevereiro de 1961 e suas cores são vermelho, preto e branco.

## História
O primeiro time profissional da cidade foi a AE José Bonifácio, que competiu uma única vez no ano de 1957. Quatro anos depois, fundiu-se com o América FC local (esses dois times inauguraram o estádio), dando origem ao time atual que adotou às vermelha, branca e preta.
O futebol de José Bonifácio, também conhecida por "Cidade Amizade", sempre foi muito ligado à Prefeitura; tanto que a Associação Esportiva José Bonifácio, primeiro time da cidade a disputar um campeonato de futebol profissional - o da Terceira Divisão (atual A3) de 1957, utilizava como escudo o brasão do município, o mesmo ocorrendo com o seu atual representante, o José Bonifácio Esporte Clube, fundado através da união da A.E. José Bonifácio e o América Futebol Clube. Porém, somente após 11 anos da fundação o clube se tornou profissional.
No ano de estreia, em 1972, o clube conquistou o título do Campeonato Paulista da Terceira Divisão (atual A3). Com o título, o José Bonifácio EC garantiu acesso ao Campeonato Paulista de Futebol da Segunda Divisão (atual A2).
A equipe continuou a disputar os campeonatos estaduais de acesso durante duas décadas, até o ano de 1998. Porém, em 1999, problemas financeiros fizeram com que o José Bonifácio se licenciasse das competições profissionais. Em 2006, o clube voltou a disputar os campeonatos profissionais organizados pela Federação Paulista de Futebol, participando durante dois anos, se ausentando em 2008 e retornando em 2009, onde figurou até 2013, tendo um hiato em 2014, retornando logo em seguida e disputando competições profissionais até 2019.
O clube participou de vários campeonatos profissionais desde aquele ano, alternando paradas e retornos ao longo dos anos. Esteve presente, além de 1972, em 1973/74, 1976, 1978/82, 1984/85, 1987, 1989/98, 2006/13 e 2015/2019.
Em 2019 o clube foi suspenso do campeonato por falta de pagamento de taxas e multas, se licenciando nos anos seguintes.

## Títulos
| ESTADUAIS | ESTADUAIS                             | ESTADUAIS | ESTADUAIS  |
|           | Competição                            | Títulos   | Temporadas |
| --------- | ------------------------------------- | --------- | ---------- |
|           | Campeonato Paulista - Série A3        | 1         | 1972       |
|           | Campeonato Paulista - Segunda Divisão | 1         | 1991       |

## Estatísticas

### Participações
|  | Participações em 2020 |

| Competição | Competição         | Temporadas | Melhor campanha    | Anos                                                     | A | R |
| São Paulo  | Série A2           | 1          | ?º colocado (1973) | 1973                                                     | – | 1 |
| São Paulo  | Série A3           | 11         | Campeão (1972)     | 1972, 1974, 1976, 1980-1982, 1984-1985, 1987 e 1992-1993 | 1 | ? |
| São Paulo  | Segunda Divisão    | 17         | Campeão (1991)     | 1989-1991, 1994-1995, 2006-2007, 2009-2013 e 2015-2019   | ? | – |
| São Paulo  | Série B2 (extinta) | 5          | Sem dados          | 1978-1979 e 1996-1998                                    | – | – |

### Últimas dez temporadas
Legenda:
| Campeão Vice-campeão Eliminado nas semifinais | Campeão e promovido à divisão superior Vice-campeão e/ou promovido à divisão superior Rebaixado à divisão inferior | Classificado à fase de grupos da Copa Libertadores Classificado à fase preliminar da Copa Libertadores Classificado à Copa Sul-Americana Campeão do Campeonato do Interior |

## Símbolos

### Escudo
| Evolução do Escudo do José Bonifácio Esporte Clube | Evolução do Escudo do José Bonifácio Esporte Clube | Evolução do Escudo do José Bonifácio Esporte Clube | Evolução do Escudo do José Bonifácio Esporte Clube | Evolução do Escudo do José Bonifácio Esporte Clube | Evolução do Escudo do José Bonifácio Esporte Clube | Evolução do Escudo do José Bonifácio Esporte Clube | Evolução do Escudo do José Bonifácio Esporte Clube |
| Antigo                                             | Atual                                              |                                                    |                                                    |                                                    |                                                    |                                                    |                                                    |
| -------------------------------------------------- | -------------------------------------------------- | -------------------------------------------------- | -------------------------------------------------- | -------------------------------------------------- | -------------------------------------------------- | -------------------------------------------------- | -------------------------------------------------- |